# Glossopsitta
Glossopsitta es un género monotípico de aves psitaciformes de la familia Psittaculidae. Su única especie actual es endémica de Australia.

## Especies
En la actualidad la única especie integrante del género es:
- Glossopsitta concinna (Shaw, 1791) - lori almizclero.

Hasta 2015 se clasificaban en este género dos especies más (Glossopsitta porphyrocephala y Glossopsitta pusilla), que ahora se clasifican en el género Parvipsitta.